# 土山湾孤儿院
土山湾孤儿院（法語：L' Orphelinat de T'ou-sè-wè）是一家曾有的教会孤儿院，1864年由法国耶稣会建立在上海徐家汇之南的土山湾地区而得名。土山湾最早由清代江苏巡抚林则徐开挖蒲汇塘河道时，将开挖出的泥土在附近堆成一座土山而得名。孤儿院旧址现在地址为徐家汇蒲汇塘路55号。
1840年，以法国耶稣会为主的大批外国传教士来到上海，在徐家汇建造天主堂、修道院、天文台、藏书楼、教会学校、慈善机构等，形成了上海天主教教务中心，土山湾孤儿院也是在此背景下建成的。

## 土山湾孤儿工艺院
土山湾孤儿院在抚养孤儿之余，还创办了土山湾孤儿工艺院，对绘画、雕塑、印刷、木刻、金工等艺术领域都有所涉及，很多新工艺都发源于此，土山湾对中国近代绘画、照相、印刷出版、海派雕刻等手工技艺有着深远的影响，为近代中西方文化的交流产生了十分积极的作用。书画大师任伯年、刘海粟、徐悲鸿都曾在此任教，徐悲鸿直言:“土山湾亦有可画之所，盖中国西洋画土山湾老照片之摇篮也”，称土山湾画馆为「中国西洋画的摇篮」。中国雕塑艺术奠基人张充仁、雕刻工艺大师徐宝庆均在土山湾开始了艺术启蒙。

## 土山湾文化保护现状

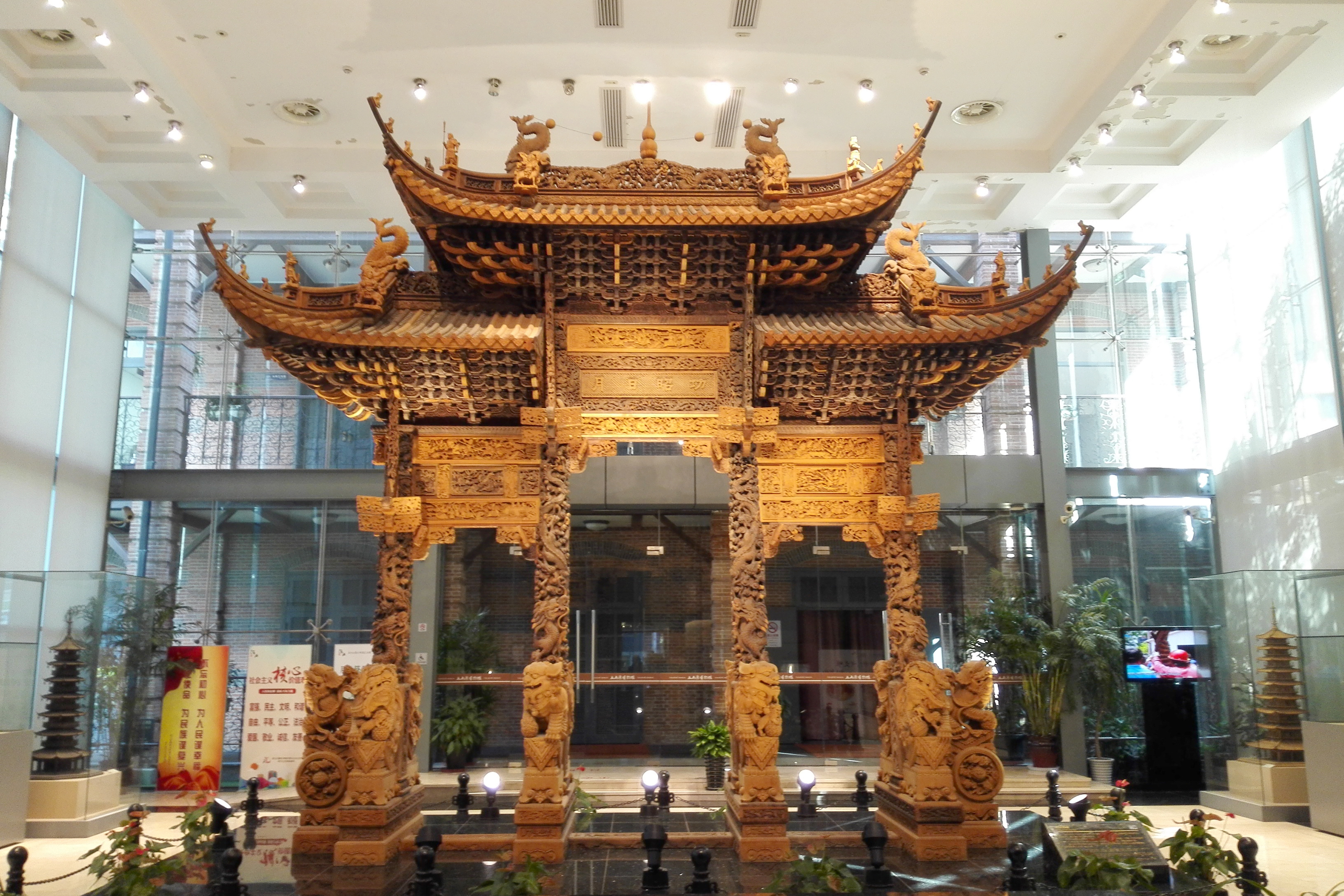
土山湾牌楼

中华人民共和国成立后，土山湾孤儿工艺院于1960年关闭，孤儿院的各个工艺部门也在之前的公私合营中被一一拆分。土山湾的众多文化遗迹在文化大革命中遭受破坏，其历史价值长期不被重视。
改革开放之后，特别是2000年代后，政府逐渐加强了对土山湾文化的研究与保护，于2008年6月20日举办了“土山湾文化历史论坛”，开始着手建立土山湾博物馆，在2010年6月12日上海世博会召开期间正式开馆。
博物馆位于旧址一楼，展厅面积近900平方米，展品不仅有张充仁、徐宝庆等大师作品，更有参加过世博会历经沧桑、荣归故里的土山湾牌楼、木塔、水彩画等文化瑰宝。其中，土山湾牌楼于1913年制作，2009年回归中国，修复费用达180万人民币。
一号展厅详细展示了徐家汇形成的历史，而二号展厅有当年孤儿生活的场景、土山湾老人口述的历史，这些都通过电子视频的方式呈现。
2014年，入选上海市文物保护单位。